# Sanaga (Burjatien)
Sanaga (russisch Санага) ist ein Ort im Rajon Sakamensk, Republik Burjatien, Russland mit 1739 Einwohnern (2013).

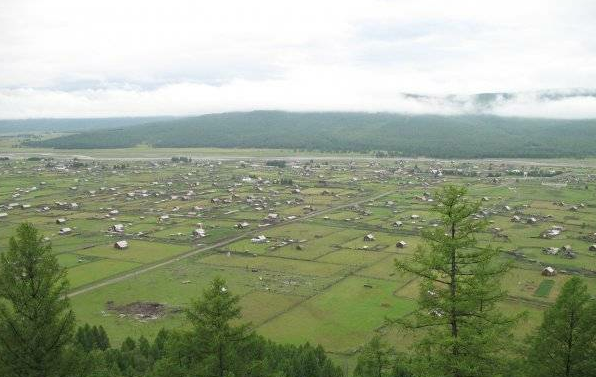
Sanaga

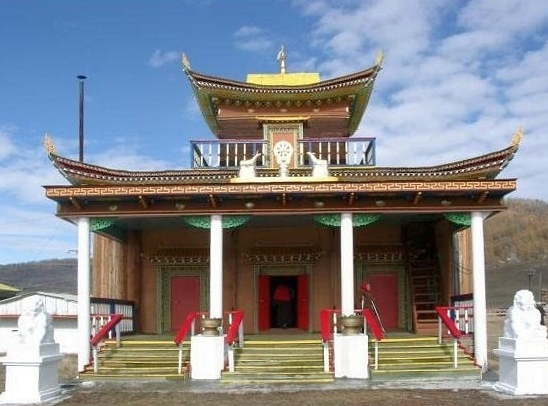
Dazan in Sanaga